# شهرک صنعتی اهر
شهرک صنعتی اهر یکی از شهرک‌های صنعتی استان آذربایجان شرقی است که در ۴ کیلومتری شهر اهر واقع شده‌است.